# فرودگاه بین‌المللی دن موئنگ
فرودگاه بین‌المللی دن موئنگ (به انگلیسی: Don Mueang International Airport) یک فرودگاه همگانی و نظامی مسافربری با کد یاتا DMK است که یک باند فرود آسفالت دارد و طول باند آن ۳۷۰۰ متر است. این فرودگاه در شهر بانکوک کشور تایلند قرار دارد و در ارتفاع ۳ متری از سطح دریا واقع شده‌است.

## شرکت‌های هواپیمایی و مقصدهای پروزای
| شرکت‌های هواپیمایی   | مقصدهای پروازی | پایانه |
| ------------------- | --- | ------ |
| ایرآسیا             | فرودگاه بین‌المللی ثنای، فرودگاه بین‌المللی کوالالامپور | ۱      |
| سیتی ایرویز         | فرودگاه بین‌المللی هنگ کنگ، فرودگاه بین‌المللی نانچانگ چانگبی، فرودگاه بین‌المللی نانجینگ لوکو | ۱      |
| سیتی ایرویز         | فرودگاه بین‌المللی پوکت | ۲      |
| ایرآسیای اندونزی    | فرودگاه بین‌المللی انگوراه رای، فرودگاه بین‌المللی سوئکارنو-هتا، فرودگاه بین‌المللی کوالا نامو، فرودگاه بین‌المللی جواندا | ۱      |
| کان ایر             | فرودگاه مائه سوت | ۲      |
| Maldivian           | فرودگاه بین‌المللی ابراهیم نصیر | ۱      |
| مالیندو ایر         | فرودگاه بین‌المللی کوالالامپور | ۱      |
| New Gen Airways     | فرودگاه بین‌المللی چانگشا هوانگهوا، فرودگاه بین‌المللی گایلین لیانگ‌جیانگ، فرودگاه بین‌المللی لانگ‌دونگ‌بائو گوئی‌یانگ، فرودگاه بین‌المللی هفئی ژینگیاو، فرودگاه بین‌المللی نانینگ ووژو، فرودگاه بین‌المللی ونچو یونگچیانگ، فرودگاه سوژو گئوانئین | ۱      |
| Nok Air             | فرودگاه بین‌المللی نوا به، فرودگاه بین‌المللی هفئی ژینگیاو، فرودگاه سایگون، فرودگاه بین‌المللی یانگون فصلی: فرودگاه بین‌المللی نانجینگ لوکو | ۱      |
| Nok Air             | فرودگاه بوریرام، فرودگاه بین‌المللی چیانگ مای، فرودگاه بین‌المللی مائه فه لوانگ-چینگ رایی، Chumphon، فرودگاه بین‌المللی هت یای، فرودگاه خون‌کائن، فرودگاه کرابی، فرودگاه لمپانگ، فرودگاه لوئی، فرودگاه مائه سوت، فرودگاه ناخون فانوم، فرودگاه ناخون سی تاممارات، فرودگاه نان، فرودگاه فیتسانولوک، Phrae، فرودگاه بین‌المللی پوکت، فرودگاه رانونگ، فرودگاه روی ات، فرودگاه سکن نخون، فرودگاه سورات، فرودگاه ترانگ، فرودگاه اوبون راتچاتانی، فرودگاه بین‌المللی اودن تانی | ۲      |
| نوک‌اسکوت            | فرودگاه بین‌المللی نانجینگ لوکو، فرودگاه بین‌المللی کینگدائو لیوتینگ، فرودگاه بین‌المللی شنینگ تخین (آغاز از ۴ آوریل ۲۰۱۶)، فرودگاه بین‌المللی تائویوان تایوان، فرودگاه بین‌المللی تیانجین بینهای چارتر فصلی: فرودگاه بین‌المللی ناریتا | ۱      |
| اورینت تای ایرلاینز | فرودگاه بین‌المللی بایون گوآنگجو، فرودگاه بین‌المللی هنگ کنگ | ۱      |
| اورینت تای ایرلاینز | فرودگاه بین‌المللی پوکت | ۲      |
| R Airlines          | فرودگاه بین‌المللی ماکائو | ۱      |
| R Airlines          | فرودگاه بین‌المللی چیانگ مای | ۲      |
| Scoot               | فرودگاه بین‌المللی کانزای، فرودگاه چانگی سنگاپور | ۱      |
| Siam Air            | فرودگاه بین‌المللی بایون گوآنگجو، فرودگاه بین‌المللی هنگ کنگ، فرودگاه بین‌المللی ماکائو، فرودگاه چانگی سنگاپور، فرودگاه بین‌المللی ژنگژو سین‌ژنگ | ۱      |
| تای ایراسیا         | فرودگاه بین‌المللی بنگالورو، فرودگاه بین‌المللی چانگشا هوانگهوا، فرودگاه بین‌المللی چنای، فرودگاه بین‌المللی چنگچینگ ییانگبی، فرودگاه بین‌المللی انگوراه رای، فرودگاه بین‌المللی بایون گوآنگجو، فرودگاه بین‌المللی هانگجو ژیاشان، فرودگاه بین‌المللی نوا به، فرودگاه سایگون، فرودگاه بین‌المللی هنگ کنگ، فرودگاه بین‌المللی کوچین (آغاز از ۱۶ مه ۲۰۱۶)، فرودگاه بین‌المللی کوالالامپور، فرودگاه بین‌المللی کونمینگ چانگشوی، فرودگاه بین‌المللی لوآنگ پرابانگ، فرودگاه بین‌المللی ماکائو، فرودگاه بین‌المللی ماندالای، فرودگاه بین‌المللی پنانگ، فرودگاه بین‌المللی پنوم‌پن، فرودگاه جییانگوشان (being 27 مه ۲۰۱۶)،فرودگاه بین‌المللی شنژن بن، فرودگاه بین‌المللی سیم ریپ، فرودگاه چانگی سنگاپور، فرودگاه بین‌المللی ووهان تیانهه، فرودگاه بین‌المللی شی‌آن شیان‌یانگ، فرودگاه بین‌المللی یانگون چارتر: فرودگاه گایا، فرودگاه بین‌المللی نینگبو لیشه، فرودگاه بین‌المللی ونچو یونگچیانگ | ۱      |
| تای ایراسیا         | فرودگاه بوریرام، فرودگاه بین‌المللی چیانگ مای، فرودگاه بین‌المللی مائه فه لوانگ-چینگ رایی، فرودگاه بین‌المللی هت یای، فرودگاه خون‌کائن، فرودگاه کرابی، فرودگاه لوئی، فرودگاه ناخون فانوم، فرودگاه ناخون سی تاممارات، فرودگاه نان، فرودگاه ناراتیوات، فرودگاه فیتسانولوک، فرودگاه بین‌المللی پوکت، فرودگاه روی ات، فرودگاه سکن نخون، فرودگاه سورات، فرودگاه ترانگ، فرودگاه اوبون راتچاتانی، فرودگاه بین‌المللی اودن تانی | ۲      |
| تای ایرآسیا ایکس    | فرودگاه بین‌المللی کانزای، فرودگاه بین‌المللی اینچئون، فرودگاه بین‌المللی شانگهای پودنگ، فرودگاه بین‌المللی ناریتا | ۱      |
| Thai Lion Air       | فرودگاه چانگی سنگاپور چارتر: فرودگاه بین‌المللی جینان یاکیانگ، فرودگاه بین‌المللی ووسو تائی‌یوان | ۱      |
| Thai Lion Air       | فرودگاه بین‌المللی چیانگ مای، فرودگاه بین‌المللی مائه فه لوانگ-چینگ رایی، فرودگاه بین‌المللی هت یای، فرودگاه کرابی، فرودگاه ناخون سی تاممارات، فرودگاه بین‌المللی پوکت، فرودگاه سورات، فرودگاه اوبون راتچاتانی، فرودگاه بین‌المللی اودن تانی | ۲      |
| Thai Smile          | فرودگاه بین‌المللی چیانگ مای، فرودگاه خون‌کائن، فرودگاه بین‌المللی پوکت | ۲      |
| تایگرایر تایوان     | فرودگاه بین‌المللی تائویوان تایوان | ۱      |
| V Air               | فرودگاه بین‌المللی تائویوان تایوان | ۱      |

## شرکت‌های هواپیمایی و مقصدهای پروازی
| شرکت‌های هواپیمایی         | مقصدهای پروازی |
| ------------------------- | --- |
| ایرآسیا                   | ثنای، کوالالامپور |
| China Express Airlines    | ژان‌جیانگ |
| ایرآسیای اندونزی          | انگوراه رای، کوالا نامو |
| اندونزی ایرآسیا ایکس      | سوئکارنو-هتا |
| JC International Airlines | پنوم‌پن |
| کان ایر                   | چیانگ مای |
| مالیندو ایر               | کوالالامپور |
| New Gen Airways           | چانگشا هوانگهوا، فوژو چنگل، گایلین لیانگ‌جیانگ، لانگ‌دونگ‌بائو گوئی‌یانگ، هفئی ژینگیاو، هونگشان تونکسی، جینان یاکیانگ، نانچانگ چانگبی، نانینگ ووژو، نینگبو لیشه چارتر: بائوتو ارلیبان، هوای‌ان لیانشوی، ونچو یونگچیانگ، سوژو گئوانئین، ایوو |
| Nok Air                   | بوریرام، چیانگ مای، مائه فه لوانگ-چینگ رایی، Chumphon، نوا به، هت یای، هفئی ژینگیاو، تان سون نهات، خون‌کائن، کرابی، لمپانگ، لوئی، مائه سوت، ناخون فانوم، ناخون سی تاممارات، نان، فیتسانولوک، Phrae، پوکت، رانونگ، روی ات، سکن نخون، سورات، ترانگ، اوبون راتچاتانی، اودن تانی، یانگون فصلی: نانجینگ لوکو |
| نوک‌اسکوت                  | چنگچینگ ییانگبی، دالیان ژووشویزی، نانجینگ لوکو، کینگدائو لیوتینگ، شنینگ تخین، تائویوان تایوان، تیانجین بینهای چارتر فصلی: ناریتا |
| اورینت تای ایرلاینز       | بایون گوآنگجو، هنگ کنگ، پوکت |
| R Airlines                | چیانگ مای، ماکائو |
| Scoot                     | کانزای، چانگی سنگاپور، ناریتا |
| Siam Air                  | بایون گوآنگجو، هنگ کنگ، ماکائو، چانگی سنگاپور، ژنگژو سین‌ژنگ |
| تای ایرآسیا               | بنگالورو، بوریرام، چانگشا هوانگهوا، چنای، چیانگ مای، مائه فه لوانگ-چینگ رایی، چنگچینگ ییانگبی، دا نانگ،انگوراه رای، بایون گوآنگجو، هانگجو ژیاشان، نوا به، هت یای، تان سون نهات، هنگ کنگ، جایپور (آغاز از ۲۹ سپتامبر ۲۰۱۷)،خون‌کائن، کوچین، نتاجی سبهاش چندر بوس، کرابی، کوالالامپور، کونمینگ چانگشوی، لوئی، لوآنگ پرابانگ، ماکائو، ابراهیم نصیر، ماندالای، ناخون فانوم، ناخون سی تاممارات، نان، ناراتیوات، پنانگ، فیتسانولوک، پنوم‌پن، پوکت، روی ات، سکن نخون، جییانگوشان، شنژن بن، سیم ریپ، چانگی سنگاپور، سورات، تیروچیراپالی (آغاز از ۲۸ سپتامبر ۲۰۱۷)، ترانگ، اوبون راتچاتانی، اودن تانی، واتایی، ووهان تیانهه، شی‌آن شیان‌یانگ، یانگون چارتر: گایا، نینگبو لیشه، ونچو یونگچیانگ |
| تای ایرآسیا ایکس          | کانزای، اینچئون، شانگهای پودنگ، ناریتا چارتر: شنینگ تخین |
| Thai Lion Air             | چنگدو شوانگلیو، چیانگ مای، مائه فه لوانگ-چینگ رایی، چنگچینگ ییانگبی، انگوراه رای (آغاز از ۱۵ سپتامبر ۲۰۱۷)، بایون گوآنگجو، نوا به، هت یای، تان سون نهات، سوئکارنو-هتا، کرابی، خون‌کائن، ناخون سی تاممارات، نانچانگ چانگبی، نانجینگ لوکو، فیتسانولوک، پوکت، چانگی سنگاپور، سورات، ترانگ، اوبون راتچاتانی، اودن تانی، یانگون چارتر: جینان یاکیانگ، نانجینگ لوکو، ووسو تائی‌یوان |
| تایگرایر تایوان           | تائویوان تایوان |